# St. Peter und Paul (Köngen)

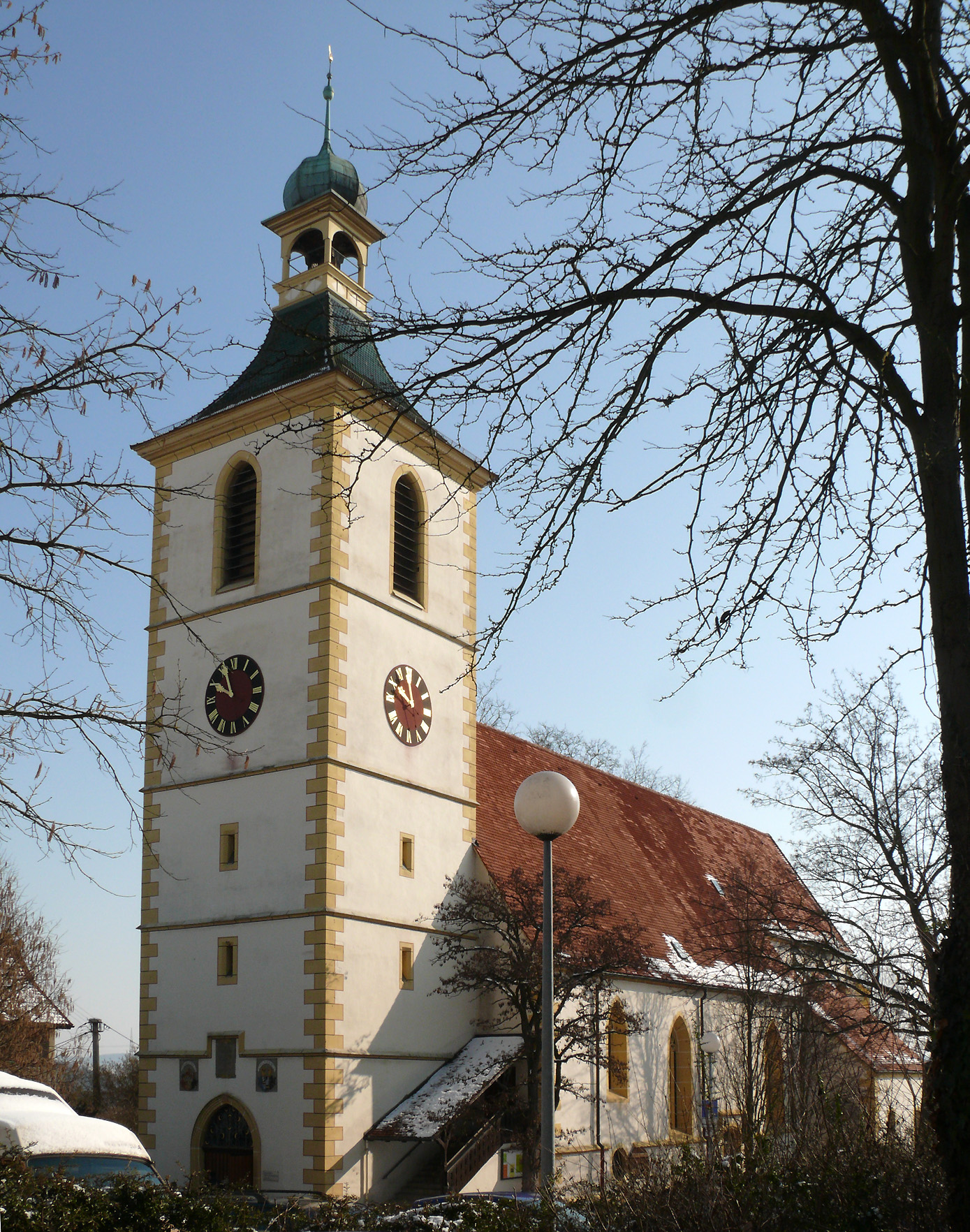
St. Peter und Paul in Köngen

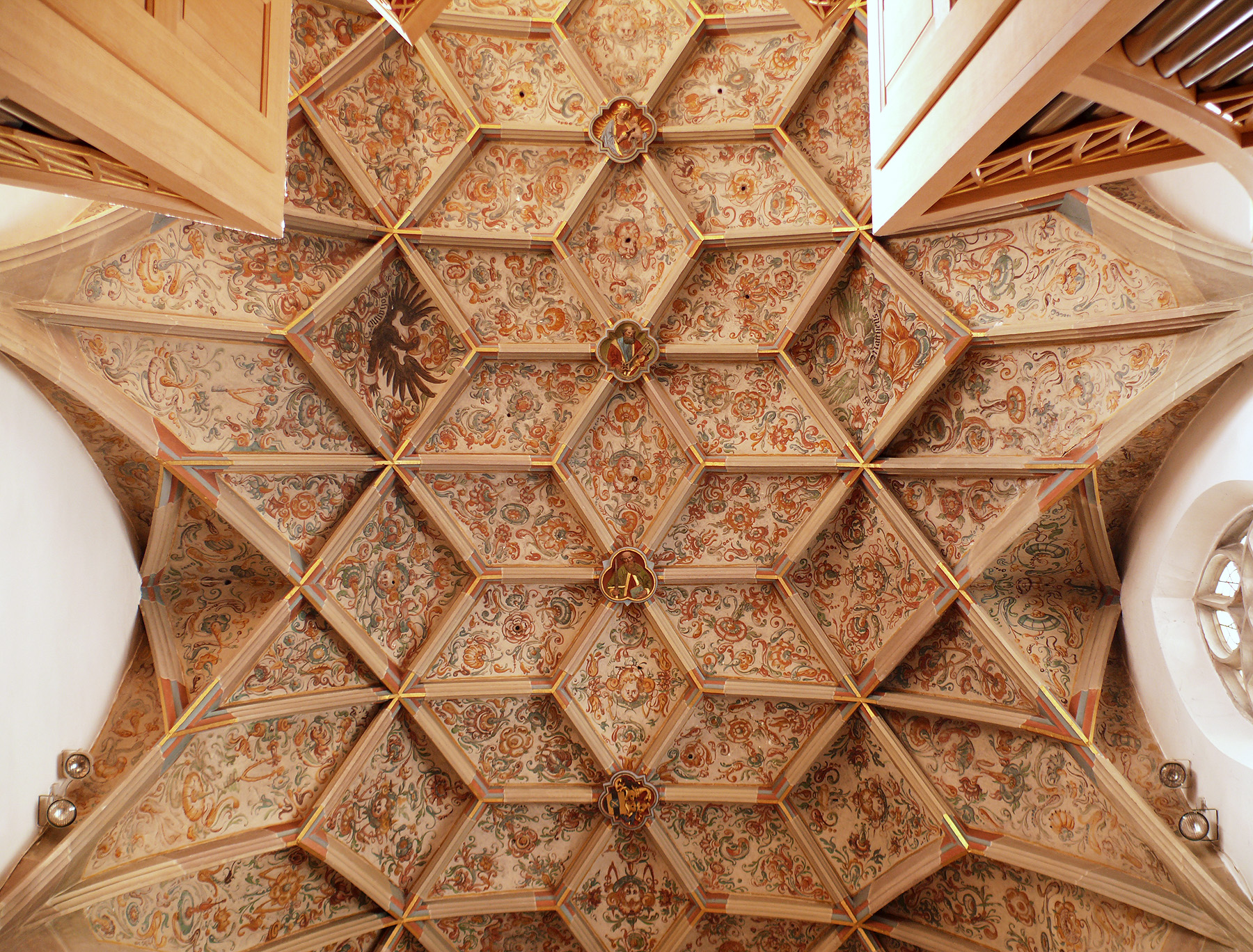
Chorgewölbe

Die evangelische Pfarrkirche St. Peter und Paul steht in Köngen, einer Gemeinde im Landkreis Esslingen in Baden-Württemberg. Das Bauwerk ist beim Landesamt für Denkmalpflege Baden-Württemberg als Baudenkmal eingetragen. Die Kirchengemeinde gehört zum Kirchenbezirk Esslingen der Evangelischen Landeskirche in Württemberg.

## Geschichte und Beschreibung
Mit dem Bau der Saalkirche, die als Grablege für die Thumb von Neuburg diente, wurde 1501 nach einem Entwurf von Stefan Waid begonnen. Fertiggestellt war sie 1512. Sie besteht aus einem Langhaus, einem eingezogenen, dreiseitig geschlossenen Chor im Osten, der von Strebepfeilern gestützt wird, einer Sakristei an der Südwand des Chors und einem in den Jahren 1722 bis 1724 errichteten Fassadenturm im Westen, dessen geschwungenes Pyramidendach sich in einer offenen Laterne fortsetzt, die mit einer Zwiebelhaube bedeckt ist. 
Im obersten Geschoss des Turms hängen vier der insgesamt fünf Glocken. Das kleine „Feldglöckle“ hängt in der Laterne des Turms. Die Schlagtöne sind e′, g′, a′, c″ und e″. Die größte dieser Glocken ist die sogenannte „Sauglocke“ von ca. 1430 mit dem Schlagton e′, deren Guss aufgrund ihrer Form einem Meister Otto zu Esslingen zugeschrieben wird und im Stadtwappen der Stadt Köngen dargestellt ist. Ihren Namen bekam sie nach dem Dreißigjährigen Krieg, während dessen sie versteckt war und nachher angeblich von den Sauen des Ortes wiedergefunden wurde. Dank ihrer historischen Bedeutung wurde sie in den Weltkriegen nicht eingeschmolzen, im Gegensatz zu den anderen Glocken, die verloren gingen und 1949 durch neue, von der Gießerei Kurtz in Stuttgart gegossene ersetzt wurden.
Im Geschoss unter den Glocken ist die Turmuhr eingebaut.
Der Innenraum des Langhauses, auf dessen Westseite eine Empore eingebaut wurde, ist mit einer Holzbalkendecke überspannt. An der Südwand stehen die Statuen der vier Evangelisten. Der Innenraum des Chors hat ein Netzgewölbe. 
Zur Kirchenausstattung gehört ein spätgotischer Flügelaltar aus dem Jahr 1614. In geschlossenem Zustand zeigt er die beiden Schutzpatrone Petrus und Paulus. Geöffnet gibt der Altar links den Blick auf die Geburt Jesu frei. Im rechten Flügel ist die Flucht der heiligen Familie nach Ägypten dargestellt. Zentrales Bild im Altarschrein ist die Anbetung des Jesuskindes durch die Heiligen Drei Könige. Anders als die beiden Gemälde auf den Altarflügeln ist es aus Holz geschnitzt und entstand wahrscheinlich schon etwa hundert Jahre früher als der Altar in der Zeit, als die Kirche gebaut wurde.
Die Glasmalereien in den Maßwerkfenstern des Chors hat 1959 Wolf-Dieter Kohler geschaffen. Die Kanzel wurde erst 1953 gebaut, ihr Schalldeckel stammt allerdings aus dem 17. Jahrhundert.

## Orgel
Die heutige Orgel  wurde 1994 von Orgelbau Vier aus Friesenheim erbaut. Das Instrument verfügt über 40 Register (42+8), verteilt auf drei Manualwerke und Pedal. Die Spieltraktur ist mechanisch, die Registertraktur eine Doppeltraktur. Zudem ist die Orgel mit einer Setzeranlage ausgestattet.
Die Orgel ist regelmäßig in Gottesdiensten und Konzerten zu hören.
| I Rückpositiv C–g‴ |        |
| Montre             | 8′     |
| Bourdon            | 8′     |
| Praestant          | 4′     |
| Flute              | 4′     |
| Nasard             | 2 ⁄3′  |
| Doublette          | 2′     |
| Tierce             | 1 3⁄5′ |
| Larigot            | 1 ⁄3′  |
| Sifflet            | 1′ 0   |
| Cymbale IV         | 1′     |
| Cromorne           | 8′     |
| Tremulant          |        |

| II Hauptwerk C–g‴   |         |
| Quintade            | 16′     |
| Prinzipal           | 8′      |
| Rohrflöte           | 8′      |
| Prinzipal-Schwebung | 8′      |
| Oktave              | 4′      |
| Blockflöte          | 4′      |
| Quinte              | 2 ⁄3′   |
| Oktave              | 2′      |
| Quinte              | 1 ⁄3′ 0 |
| Mixtur V            | 1 ⁄3′   |
| Cornett V           | 8′      |
| Trompete            | 8′      |
| Vox humana          | 8′ 0    |

| III Schwellwerk C–g‴ |        |
| Bourdon              | 16′    |
| Viola di Gamba       | 8′     |
| Flöte                | 8′     |
| Gedackt              | 8′     |
| Prinzipal            | 4′     |
| Traversflöte         | 4′     |
| Oktavin              | 2′     |
| Basszink III         | 5 1⁄3′ |
| Mixtur IV-V          | 2 ⁄3′  |
| Fagott               | 16′    |
| Oboe                 | 8′     |
| Schalmey             | 4′     |
| Tremulant            |        |

| Pedal C–f’                   |        |
| Prinzipalbass                | 16′    |
| Bourdon (Wechselschleife SW) | 16′    |
| Oktavbass                    | 8′     |
| Viola di Gamba (WS)          | 8′     |
| Flöte (WS)                   | 8′     |
| Choralbass                   | 4′     |
| Traversflöte (WS)            | 4′     |
| Basszink III (WS)            | 5 1⁄3′ |
| Mixtur IV-V (WS)             | 2 ⁄3′  |
| Bombarde                     | 16′    |
| Fagott (WS)                  | 16′    |
| Posaune                      | 8′     |
| Oboe (WS)                    | 8′     |
| Clairon                      | 4′     |

- Koppeln: I/II, III/II, I/P, II/P, III/P.
- Spielhilfen: Setzeranlage.
- Anmerkung

1. ↑  Vorabzug Cymbale
2. ↑  Vorabzug Mixtur
3. ↑  horizontal